# Dwór obronny w Skrzydlnej
Dwór obronny w Skrzydlnej – dwór obronny we wsi Skrzydlna w powiecie limanowskim w województwie małopolskim na terenie Beskidu Wyspowego.

## Położenie, historia, architektura
Dwór w Skrzydlnej, położony na skraju wsi, nad rzeką Stradomką, został zbudowany prawdopodobnie w drugiej połowie XVI wieku z inicjatywy Prokopa Pieniążka herbu Odrowąż, ówczesnego właściciela miejscowości (według niektórych źródeł data powstania budowli to XVII wiek).
Budynek, dwukondygnacyjna budowla wzniesiona na planie prostokąta, otoczony wałem i fosą, miał początkowo charakter renesansowy; swoją obecną formę uzyskał w wyniku przebudowy w XVIII wieku. W pomieszczeniach na parterze zachowały się sklepienia kolebkowe i krzyżowe; na piętrze, w dawnej kaplicy, sklepienie zwierciadlane. Zewnętrzne mury są wsparte dwiema skarpami usytuowanymi po przeciwległych stronach budowli; zachowały się resztki fos. Powierzchnia użytkowa budynku wynosi 740 metrów kwadratowych.
Pierwotnie w Skrzydlnej znajdował się średniowieczny dwór obronny komesów Ratułdów (inne formy ich nazwiska to Ratułt, Ratold i Ratuł) z murowaną wieżą obronną wzmiankowaną w 1473 roku; nie jest pewne, czy znajdował się on w tym samym miejscu.
Dwór, zajęty przez mieszkania prywatne, jest otoczony zabytkowym parkiem z urozmaiconym drzewostanem i zachowanym układem dawnego parku dworskiego.